# Febrero amargo
Febrero amargo es un libro escrito por el senador colorado Amílcar Vasconcellos. El mismo habla sobre la tensa situación político militar, presagiando el golpe de Estado en el Uruguay el 27 de junio de 1973. Desarrolla los acontecimientos desde 1972 hasta la insurrección militar de febrero de 1973. 
El 1.º de febrero de 1973 el senador Vasconcellos denuncia un plan para desplazar los partidos elegidos democráticamente, por un régimen militar. 
El día 11 de dicho mes se crea el Cosena (por el llamado Pacto de Boiso Lanza), integrado por los mandos militares como consejo asesor del presidente de la república. 
El libro se terminó de escribir en marzo de 1973; a la versión original se agrega un comentario que hace a referencia al desenlace del 27 de junio de 1973 con la disolución del Poder Legislativo.